# ГЕС Слапі
ГЕС Слапі (Slapy) – гідроелектростанція у Чехії на південь від Праги. Входить до каскаду ГЕС на річці Влтава, знаходячись між ГЕС Камік (вище по течії) та ГЕС Штеховіце. 
Під час спорудження станції, яке тривало з 1949 по 1956 роки, річку перекрили бетонною гравітаційною греблею висотою 65 метрів та довжиною 260 метрів. Вона утворила водосховище із об’ємом 270 млн м3, яке має площу поверхні 14 км2 та створює підпір, що відчувається на ділянці Влтави довжиною 44 км аж до греблі Камік. 
Машинний зал включений в конструкцію греблі та знаходиться під водозливними шлюзами. Він обладнаний трьома турбінами типу Каплан потужністю по 48 МВт, що працюють при напорі у 56 метрів. ГЕС може вийти на повну потужність за 136 секунд та керується дистанційно із Штеховіце.
Видача продукції відбувається по ЛЕП, що працює під напругою 110 кВ.